# John Walter (der Ältere)
John Walter (* um 1739; † 16. November 1812) war der Gründer der Londoner Tageszeitung „The Times“

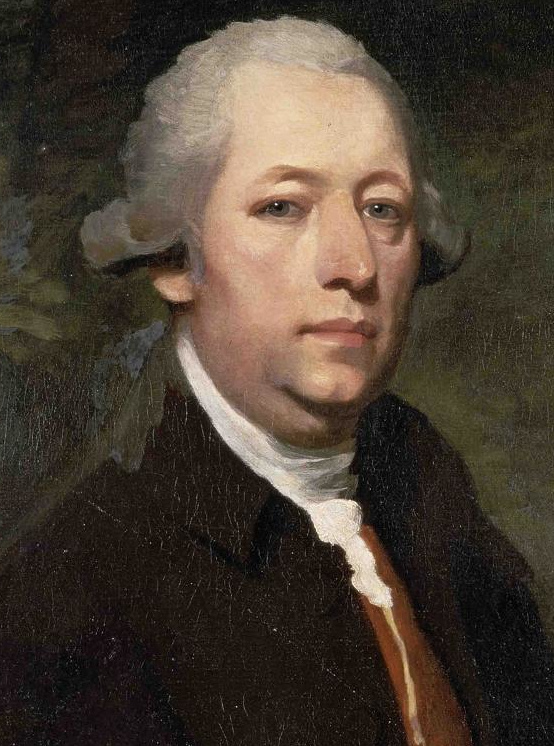
John Walter (der Ältere)

## Leben
John Walter wurde in London als Sohn des Kohlenhändlers Richard Walter geboren und besuchte die „Merchant Taylors’ School“. Nach dem Tod seines Vaters im Jahr 1755 war er bis 1781 an einem florierenden Kohlengeschäft beteiligt. Er spielte bei der Gründung einer Londoner Kohlenbörse eine führende Rolle. Schon bald nach 1781 begann er, sich als Seeversicherungsagent zu betätigen und wurde ein Mitglied von Lloyd’s. Im Zusammenhang mit dem Amerikanischen Unabhängigkeitskrieg verspekulierte er sich jedoch und ging 1782 pleite.
1783 kaufte er Henry Johnson das Patent für eine neue Druckmethode mit „Logotypen“ ab (siehe Logotypie) und erfand einige Verbesserungen. 1784 erwarb er eine alte Druckerei im Londoner Stadtteil Blackfriars, die den Kern des späteren Druckerviertels bildete.
Zunächst druckte er nur Bücher und Flugblätter, aber am 1. Januar 1785 brachte John Walter erstmals eine kleine Zeitung unter dem Titel „The Daily Universal Register“ heraus. Ab der 940. Ausgabe, die am 1. Januar 1788 erschien, benannte er das Blatt in „The Times“ um.
Die Zeitung war zunächst ein Skandalblättchen und Walter verdiente einige Jahre einen Teil seines Einkommens mit Nachrichten, die er nicht veröffentlichte. Wie damals üblich, bezahlten ihm Prominente Geld dafür, dass bestimmte Meldungen unterdrückt wurden. Auch ansonsten war dem ersten „Times“-Herausgeber wegen seines streitbaren Temperamentes eine eigentümliche Karriere beschieden. 1789 wurde John Walter wegen Beleidigung des Herzogs von York sowie des Prince of Wales (und nachmaligen Königs Georg IV.) zu einer Geldstrafe von 50 Pfund Sterling, zu einer einjährigen Haft im berüchtigten Newgate-Gefängnis und zu einer Stunde am Pranger verurteilt. Er musste dem Richter außerdem zusichern, sich sieben Jahre lang wohlzuverhalten. Offenbar fiel ihm das nicht leicht, denn für weitere Schmähungen wurde die Geldstrafe auf 100 Pfund und die Haftzeit auf zwei Jahre angehoben. Am 9. März 1791 wurde er nach seiner Begnadigung endlich wieder auf freien Fuß gesetzt.
1799 wurde er abermals für eine Verunglimpfung bestraft. Dieses Mal hatte er sich mit Peter Leopold Louis Francis Nassau Clavering, dem 5. Earl Cowper, angelegt. Bereits 1795 hatte Walter das Geschäft seinem ältesten Sohn William übergeben, um sich ins damals beschauliche Dorf Teddington, Middlesex, zurückzuziehen (heute ein Teil des Londoner Stadtbezirks Richmond upon Thames). Dort lebte er bis zu seinem Tod 1812.
1759 hatte er Frances Landen geheiratet (gestorben 1798), mit der er sechs Kinder hatte. William Walter übergab das Geschäft schon 1803 seinem jüngeren Bruder John Walter.
| Personendaten    | Personendaten                                 |
| ---------------- | --------------------------------------------- |
| NAME             | Walter, John                                  |
| ALTERNATIVNAMEN  | Walter der Ältere, John                       |
| KURZBESCHREIBUNG | englischer Verleger und Gründer von The Times |
| GEBURTSDATUM     | um 1739                                       |
| GEBURTSORT       | London                                        |
| STERBEDATUM      | 16. November 1812                             |
| STERBEORT        | Middlesex                                     |